# Parafia Ewangelicko-Metodystyczna w Chodzieży
Parafia Ewangelicko-Metodystyczna w Chodzieży – zbór metodystyczny działający w Chodzieży, należący do okręgu zachodniego Kościoła Ewangelicko-Metodystycznego w RP.
Nabożeństwa odbywają się w niedziele o godzinie 10:00.

## Historia
Niemiecka parafia metodystyczna w Chodzieży powstała pod koniec XIX wieku na skutek działalności Episkopalnego Kościoła Metodystycznego (niem. Bischöfliche Methodistische Kirche). Po okresie zaborów parafia została dołączona do Misji Południowego Episkopalnego Kościoła Metodystycznego prowadzonej przez Amerykanów w odradzającej się Polsce.
Po II wojnie światowej pierwszym pastorem w latach 1945–1950 został ks. Mieczysław Ostrowski. W tym czasie nabożeństwa organizowano dla małej grupy wierzących z różnych wspólnot wyznaniowych. W roku 1950 pastorem został ks. Janusz Ostrowski. W latach 50. działalność parafialna dynamicznie się rozwijała. Podczas działalności ks. Ostrowskiego w nabożeństwach uczestniczyło około 400 osób. Rozwijała się też współpraca ekumeniczna z różnymi wspólnotami chrześcijańskimi działającymi na terenie powiatu chodzieskiego. W latach 60. i 70. wiele osób należących do parafii wyjechało z Polski.
W roku 1989 pracę w parafii rozpoczął ks. Sławomir Rodaszyński. Dzięki jego pracy liczba członków parafii wzrosła w krótkim okresie z 5 do 30 członków. Ks. Rodaszyński prowadził również niezbędne remonty kaplicy.